# Fires (Album)
Fires ist das zweite Musikalbum der britischen Singer-Songwriterin Nerina Pallot.

## Hintergrund
Nachdem Pallots Album Dear Frustrated Superstar gefloppt hatte und sie von Universal aus ihrem Vertrag entlassen worden war, verließ Pallot zunächst die Musikindustrie und studierte englische Literatur. Jedoch griff ihr die Firma Chrysalis Records unter die Arme und unterstützte ihre musikalischen Bemühungen. Das zweite Album wurde in Eigenregie diversen Studios in London und Los Angeles aufgenommen und produziert. Für die Produktion verantwortlich zeichneten Howard Willing, Eric Rosse, Wendy Melvoin (auch Gitarristin auf dem Album) und Nerina Pallot selbst. Mit Hilfe von Chrysalis Records erschien Fires am 4. April 2005 auf ihrem eigenen Musiklabel Idaho Records erschien. Nachdem das Album durch die Vermarktung über iTunes und Myspace ein kleiner Erfolg wurde (angeblich wurden 11.000 Exemplare über MySpace abgesetzt), unterschrieb sie bei 14th Floor Records (einer Warner-Tochter). Diese veröffentlichten am 24. April 2006 ein Re-Issue des Albums.

## Musikstil
Es wird den Genres Folk-Rock und Pop zugerechnet. Nerina Pallot bewegt sich stilistisch zwischen den Songwritermusik und deren Protestliedern der 1960er/1970er im Stile von Carole King, Joni Mitchell und Paul Simon, sowie Power Pop und Rockmusik. Die Lieder werden meist von einem Instrument, der Gitarre oder dem Klavier, getragen und sind stark gesangsorientiert. Gelegentlich sind jedoch auch Female-Pop/Rock-Lieder mit Schlagzeug zu hören.

## Titelverzeichnis
Alle Lieder wurden von Pallot selbst komponiert. Die fettgedruckten Lieder kennzeichnen die ausgekoppelten Singles. Hinter dem Gedankenstrich sind die verantwortlichen Produzenten verzeichnet:
1. Everybody’s Gone to War (3:54) – Howard Willing
2. Halfway Home (4:26) – Willing
3. Damascus (4:42) – Wendy Melvoin
4. Idaho (4:28) – Willing
5. Learning to Breathe a (4:09) – Eric Rosse
6. Mr. King (4:22) – Willing
7. Geek Love (4:00) – Willing
8. Sophia (3:40) – Nerina Pallot
9. All Good People a (4:16) – Willing
10. Heart Attack (3:25) – Eric Rosse, Willing
11. Nickindia (5:28) – Pallot

## Singleauskopplungen
| Jahr | Titel                   | Höchstplatzierung, Gesamtwochen, AuszeichnungChartplatzierungen (Jahr, Titel, , Platzierungen, Wochen, Auszeichnungen, Anmerkungen) | Höchstplatzierung, Gesamtwochen, AuszeichnungChartplatzierungen (Jahr, Titel, , Platzierungen, Wochen, Auszeichnungen, Anmerkungen) | Anmerkungen                                                          |
| Jahr | Titel                   | CH | UK | Anmerkungen                                                          |
| ---- | ----------------------- | --- | --- | -------------------------------------------------------------------- |
| 2005 | Everybody’s Gone to War | CH98 (1 Wo.)CH | UK14 (10 Wo.)UK | Erstveröffentlichung: März 2005 Wiederveröffentlichung: 22. Mai 2006 |
| 2006 | Sophia                  | — | UK32 (5 Wo.)UK | Erstveröffentlichung: 2. Oktober 2006                                |
| 2007 | Learning to Breathe     | — | UK70 (1 Wo.)UK | Erstveröffentlichung: 8. Januar 2007                                 |

## Kommerzieller Erfolg

### Chartplatzierungen
| ChartsChartplatzierungen     | Höchstplatzierung | Wochen |
| ---------------------------- | ----------------- | ------ |
| Vereinigtes Königreich (OCC) | 21 (17 Wo.)       | 17     |

### Auszeichnungen für Musikverkäufe
Das Album ist mit über einhunderttausend verkauften Einheiten Pallots erfolgreichstes Album und übertrumpft damit nach kommerziellen Kriterien ihr Debütalbum Dear Frustrated Superstar um das circa zehnfache.
| Land/Region                  | Auszeichnungen für Musikverkäufe (Land/Region, Auszeichnung, Verkäufe) | Verkäufe |
| ---------------------------- | ---------------------------------------------------------------------- | -------- |
| Vereinigtes Königreich (BPI) | Gold                                                                   | 100.000  |
| Insgesamt                    | 1× Gold ·                                                              | 100.000  |